# 433 Eros
Eros (desemnare de planetă minoră (433) Eros) este un asteroid pietros din grupul Amor și primul obiect descoperit și al doilea ca mărime din apropierea Pământului. Are o formă alungită și un diametru echivalent în volum de aproximativ 16,8 km. Vizitat de sonda spațială NEAR Shoemaker în 1998, a devenit primul asteroid studiat vreodată de pe propria sa orbită.
Asteroidul a fost descoperit de astronomul german CG Witt la Observatorul din Berlin pe 13 August 1898 pe o orbită excentrică între Marte și Pământ. Mai târziu a fost numit după Eros, un zeu din mitologia greacă, fiul Afroditei. El este identificat cu planeta Venus. 

## Istorie

### Descoperire
Eros a fost descoperit pe 13 August 1898 de Carl Gustav Witt la Observatorul Urania din Berlin și Auguste Charlois la Observatorul de la Nisa. Witt făcea o expunere de două ore cu beta Aquarii pentru a asigura pozițiile astrometrice ale asteroidului 185 Eunike.

### Nume
Eros este numit după zeul grec al iubirii, Erōs. A fost prima planetă minoră căreia i s-a dat un nume masculin;  ruptura cu tradiția anterioară a fost făcută deoarece a fost primul asteroid apropiat de Pământ descoperit.

### Studii ulterioare
În timpul opoziției din 1900-1901, a fost lansat un program mondial pentru a face măsurători de paralaxă a lui Eros pentru a-i determina paralaxa solară (sau distanța față de Soare), rezultatele fiind publicate în 1910 de Arthur Hinks de la Cambridge și Charles D. Perrine de la Observatorul Lick, Universitatea din California. Perrine a publicat rapoarte de progres în 1906 și 1908. A luat 965de fotografii cu reflectorul Crossley și a selectat 525 pentru măsurare. Un program similar a fost apoi realizat, în timpul unei apropieri mai mari, în 1930–1931 de către Harold Spencer Jones. Valoarea Unității Astronomice (aproximativ distanța Pământ-Soare) obținută prin acest program a fost considerată definitivă până în 1968, când metodele radar și paralaxă dinamică au început să producă măsurători mai precise.
Eros a fost primul asteroid detectat de sistemul radar al Observatorului Arecibo.
Eros a fost unul dintre primii asteroizi vizitați de o sondă spațială, primul a orbitat și primul pe care s-a aterizat lin. Nava spațială NASA NEAR Shoemaker a intrat pe orbita lui Eros în 2000 și a aterizat în 2001.

### Intersector al orbitei lui Marte
Eros este un asteroid care intersectează orbita lui Marte, primul cunoscut care să fie interior orbitei lui Marte. Obiectele de pe o astfel de orbită pot rămâne acolo doar câteva sute de milioane de ani înainte ca orbita să fie perturbată de interacțiunile gravitaționale. Integrarea dinamică sugerează că Eros poate evolua într-un asteroid care intersectează orbita Pământului într-un interval scurt de două milioane de ani și are o șansă de aproximativ 50% să facă acest lucru pe o scară de timp de 10⁸ ~10⁹ ani. Este un potențial impactor al Pământului, de aproximativ cinci ori mai mare decât impactul care a creat craterul Chicxulub și a dus la dispariția dinozaurilor non-aviari.

### Căutarea și aterizareaNEAR Shoemaker
Sonda NEAR Shoemaker l-a vizitat de două ori pe Eros, mai întâi cu un scurt zbor în 1998, iar apoi orbitându-l în 2000, când i-a fotografiat extensiv suprafața. Pe 12 februarie 2001, la sfârșitul misiunii sale, a aterizat pe suprafața asteroidului folosind jeturile sale de manevră.

Aceasta a fost prima dată când un asteroid din apropierea Pământului a fost vizitat îndeaproape de o sondă spațială. 

Animație a traiectoriei NEAR Shoemaker din 19 februarie 1996 până în 12 februarie 2001.  -       NEAR Shoemaker
Animație a traiectoriei NEAR Shoemaker în jurul lui 433 Eros din 1 aprilie 2000 pănă în 12 februarie 2001. NEAR Shoemaker· 433 Eros
  -       Eros
  -       Pământ
  -       Mathilde
  -       Soare
.
- Animație a traiectoriei NEAR Shoemaker în jurul lui 433 Eros din 1 aprilie 2000 pănă în 12 februarie 2001.       NEAR Shoemaker ·       433 Eros

## Caracteristici fizice
Gravitația la suprafață depinde de distanța de la un punct de pe suprafață până la centrul masei corpului. Gravitația de suprafață a lui Eros variază foarte mult deoarece Eros nu este o sferă, ci un obiect alungit în formă de arahidă. Temperatura de zi pe Eros poate ajunge la aproximativ 100 °C (373 K) la periheliu. Măsurătorile pe timp de noapte sunt aproape −150 °C (123 K). Densitatea lui Eros este 2,67 g/cm 3, aproximativ aceeași cu densitatea scoarței terestre.
Oamenii de știință NEAR au descoperit că cele mai multe dintre rocile mai mari împrăștiate pe Eros au fost aruncate dintr-un singur crater într-un impact de acum aproximativ 1 miliard de ani. (Craterul implicat a fost propus să fie numit „Choemaker”, dar nu este recunoscut ca atare de Uniunea Astronomică Internațională (IAU) și a fost desemnat oficial Charlois Regio.) Acest eveniment poate fi, de asemenea, responsabil pentru cei 40% din suprafața erotiană care este lipsită de cratere mai mici de 0,5 kilometri în diametru. Inițial s-a crezut că resturile aruncate în sus de ciocnire au umplut craterele mai mici. O analiză a densităților craterelor de pe suprafață indică faptul că zonele cu densitatea craterelor mai mică se află la 9 kilometri de punctul de impact. Unele dintre zonele cu densitate mai mică au fost găsite pe partea opusă a asteroidului, dar tot la 9 kilometri.
Se crede că undele de șoc seismice se propagă prin asteroid, scuturând cratere mai mici în moloz. Deoarece Eros are o formă neregulată, părți ale suprafeței antipodale până la punctul de impact pot fi la 9 kilometri de punctul de impact (măsurat în linie dreaptă prin asteroid) chiar dacă unele părți intermediare ale suprafeței sunt la mai mult de 9 kilometri depărtare în linie dreaptă. O analogie potrivită ar fi distanța de la centrul de sus al unui coc la centrul de jos, în comparație cu distanța de la centrul de sus până la un punct de pe circumferința cocului: de sus în jos este o distanță mai mare decât de sus la periferie. atunci când este măsurat de-a lungul suprafeței, dar mai scurt decât acesta în termeni de linie dreaptă directă. Comprimarea de la același impact se crede că a creat falia Hinks Dorsum.
Un fenomen numit iazuri de praf a fost descoperit în asteroid în octombrie 2000. Iazurile cu praf sunt un fenomen în care buzunare de praf sunt văzute în corpurile cerești fără aer. Acestea sunt depozite netede de praf acumulate în depresiuni de pe suprafața corpului (ca cratere), contrastând cu terenul stâncos din jurul lor.  De obicei, au culori și albedo-uri diferite în comparație cu zonele înconjurătoare. Asteroidul conține o mulțime de cratere mari cu un diametru de peste 200 m. Numărul lor este aproape de punctul de saturație al acestor cratere. Dar numărul de cratere mai mici decât acestea este relativ jos. Sugerând că un proces de ștergere le-a acoperit. Fundurile unor cratere sunt acoperite cu zone netede și plane (pantă mai mică de 10°). Astfel de iazuri cu praf se caracterizează printr-o culoare puțin mai albastră în comparație cu terenul din jur. Sunt identificate 334 de astfel de iazuri, cu diametrul de 10m. 255 dintre acestea sunt mai mari de 30 m, iar 231 (sau 91%) se găsesc la 30° de Ecuator.
Datele de la sonda spațială Near Earth Asteroid Rendezvous, colectate pe Eros în decembrie 1998, sugerează că ar putea conține 20 de miliarde de tone de aluminiu și cantități similare de metale rare ca pe Pământ, cum ar fi aurul și platina. 

## Vizibilitate de pe Pământ

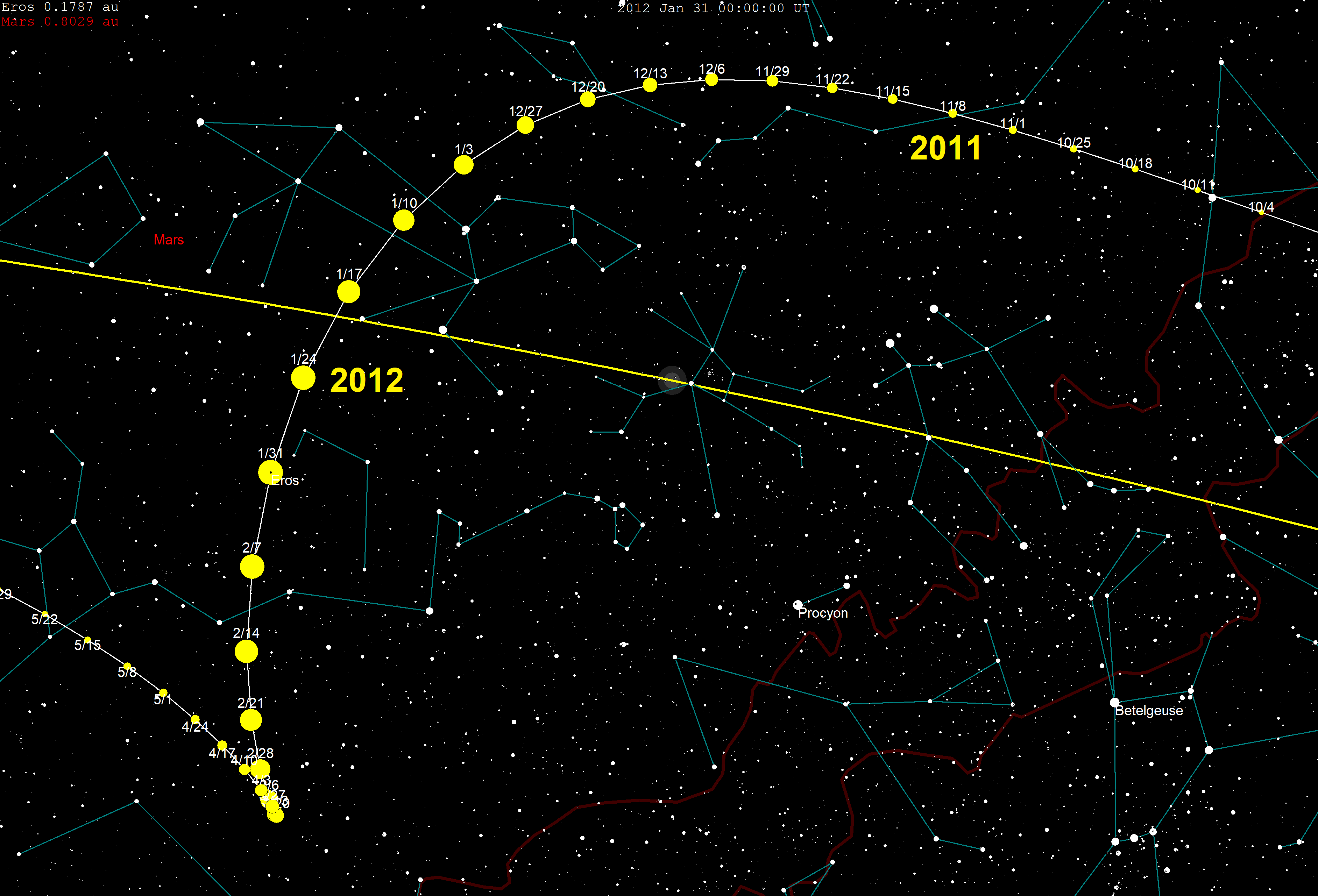
Calea pe cer în timpul opoziției 2011/2012

Pe 31 ianuarie 2012, Eros a trecut pe lângă Pământ la o distanță de 0,17867 UA (26.729.000), aproximativde 70 de ori distanța până la Lună, cu o magnitudine vizuală de +8,1. În timpul opozițiilor rare, la fiecare 81 de ani, cum ar fi în 1975 și 2056, Eros poate atinge o magnitudine de +7,0, care este mai strălucitor decât Neptun și mai luminos decât orice asteroid din centura principală, cu excepția 1 Ceres, 4 Vesta și, rar, 2 Palas și 7 Iris. În această condiție, asteroidul pare să se oprească, dar spre deosebire de starea normală pentru un corp în conjuncție heliocentrică cu Pământul, mișcarea sa retrogradă este foarte mică. De exemplu, în ianuarie și februarie 2137, se mișcă retrograd doar 34 minute în ascensiune dreaptă.

## În cultura populară
În romanul și serialul de televiziune The Expanse, un experiment științific catastrofal este dezlănțuit asupra unei populații civile care trăiește în tunelurile tăiate prin Eros. Acest așa-numit „Incident Eros” se încheie cu asteroidul care își rupe misterios orbita obișnuită și se prăbușește în Venus. 
Face o apariție în romanul (și adaptarea sa cinematografică) Ender's Game de Orson Scott Card, servind drept bază pentru umanitate și locația școlii de comandă după ce a fost capturat de la extratereștrii invadatori (Formicii) înainte de romanul inițial care au folosit asteroidul ca bază de lor operare în invazia lor anterioară. 
În episodul din Space Angel „Visitors from Outer Space” (textul din titlu nu se potrivește tocmai cu narațiunea), Scott McCloud și echipajul său sunt forțați să distrugă Eros prin devierea lui în Soare, după ce acesta devine un pericol pentru navigația navelor spațiale. 
Este decorul întregii intrigi a romanului Captive Universe de Harry Harrison.

## Galerie

Animație a rotației lui Eros
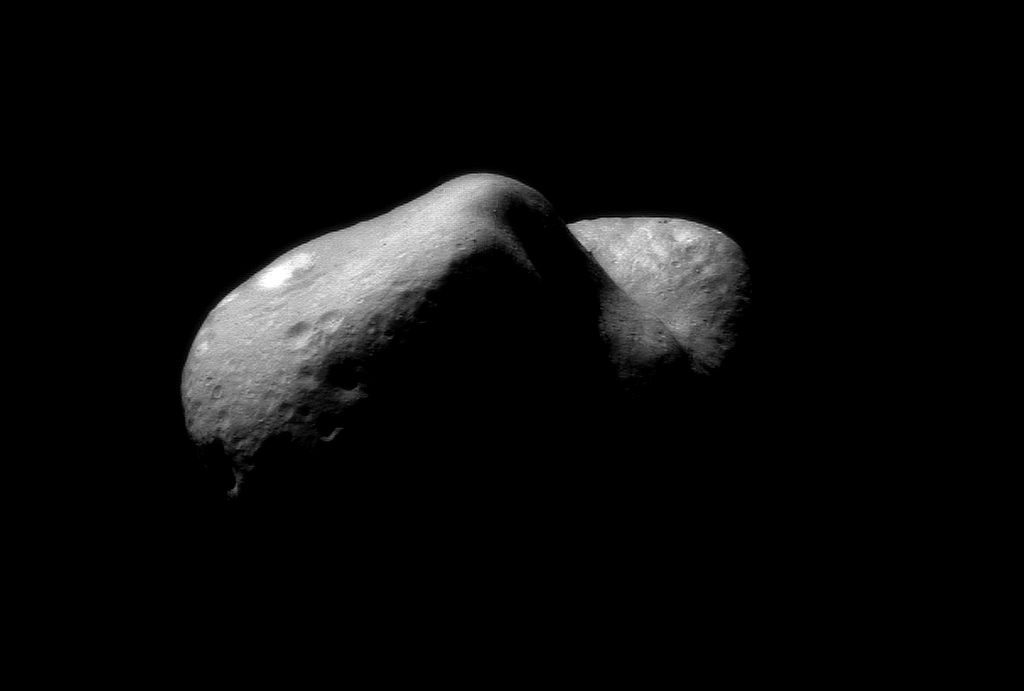
Vedere de la un capăt al lui Eros peste crater pe partea sa spre capătul opus
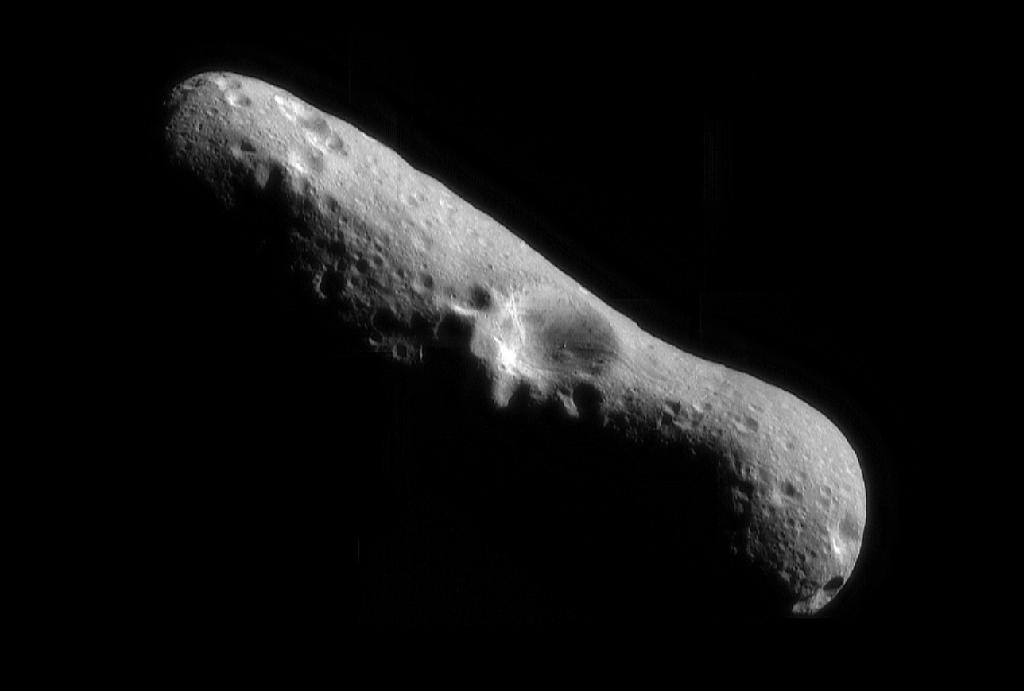
Prima imagine mozaic a lui Eros luată de la o sondă spațială în orbită
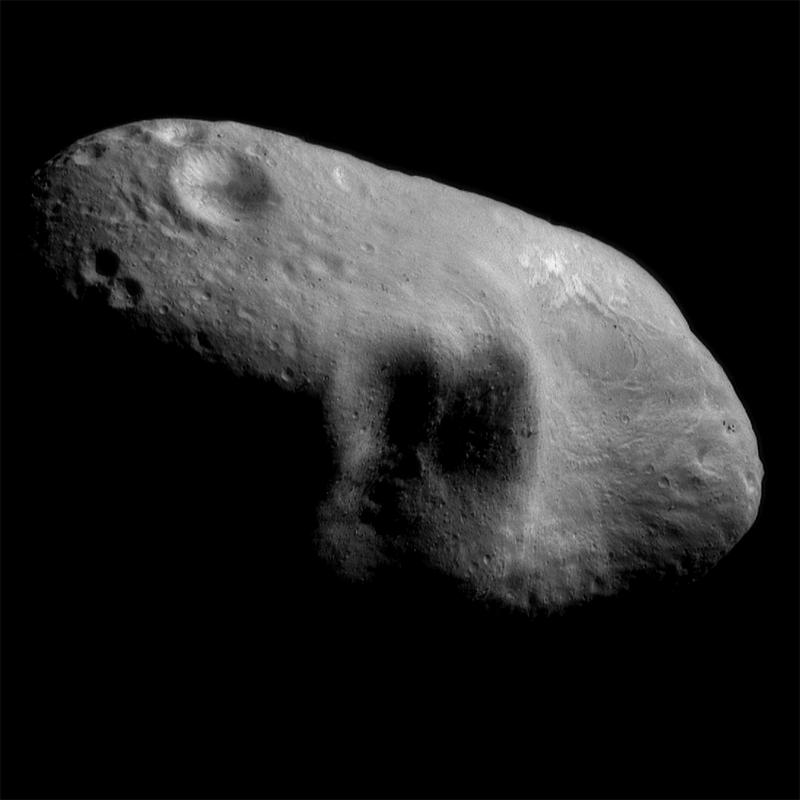
Imagine mozaic a lui Eros
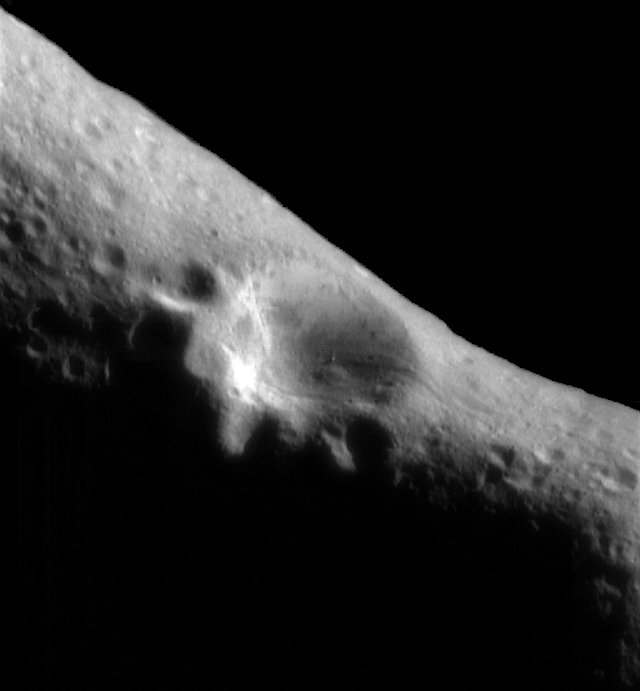
Cu o lățime de 4,8 km, craterul Psyche este al doilea ca mărime pe Eros.
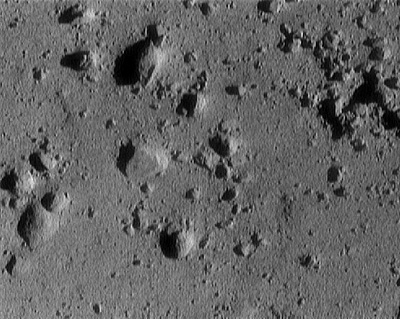
Regolitul lui Eros, văzut în timpul coborării NEAR; zona afișată este de aproximativ 12 metri.
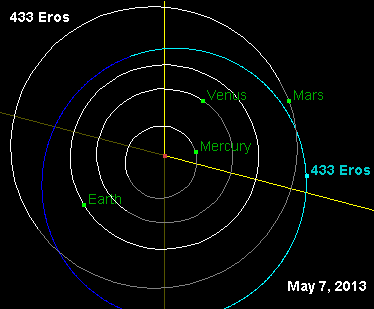
Diagrama orbitală a lui Eros cu locații pe 7 mai 2013
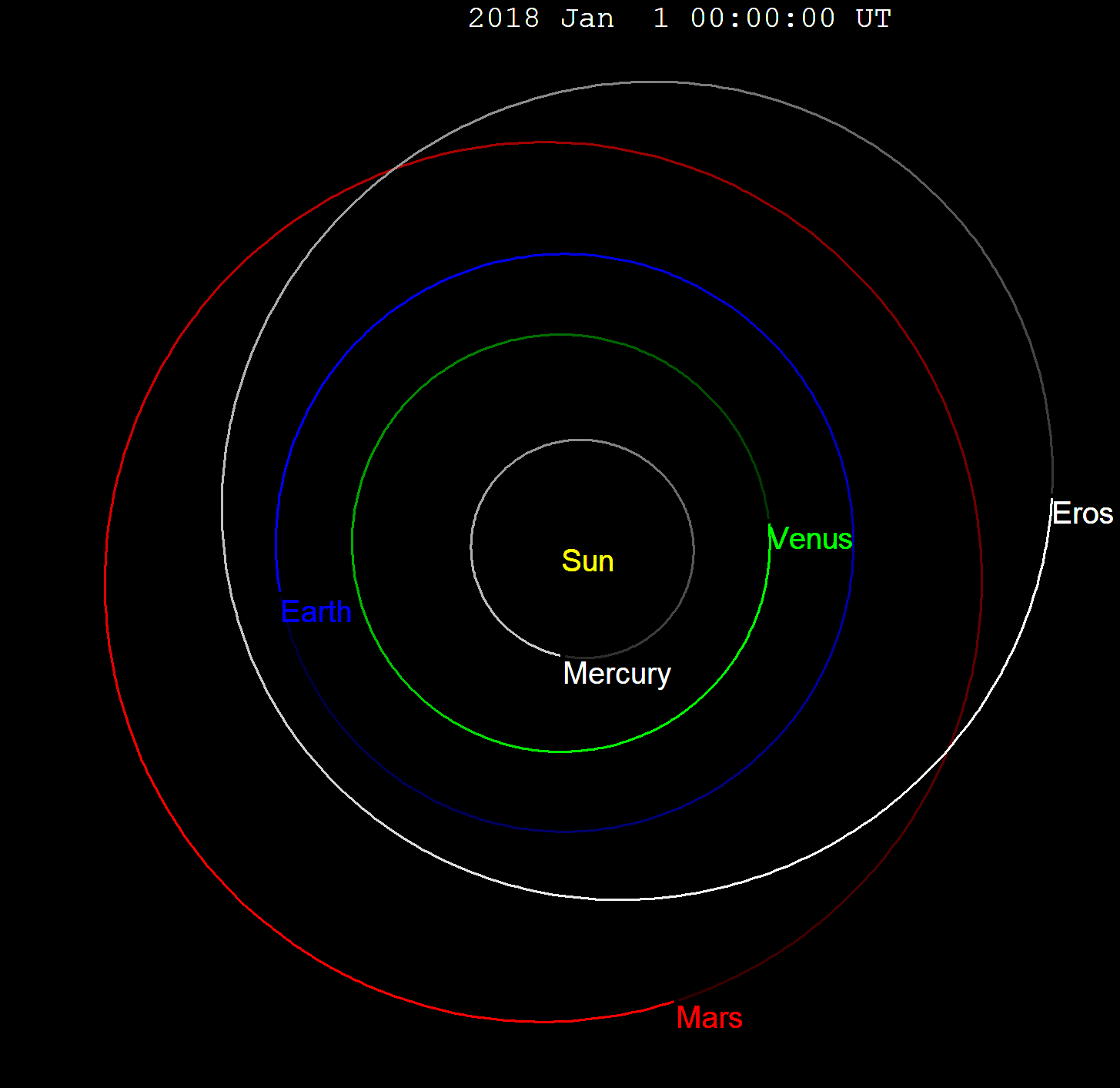
Diagrama orbitală a lui Eros cu locații pe 1 ianuarie 2018
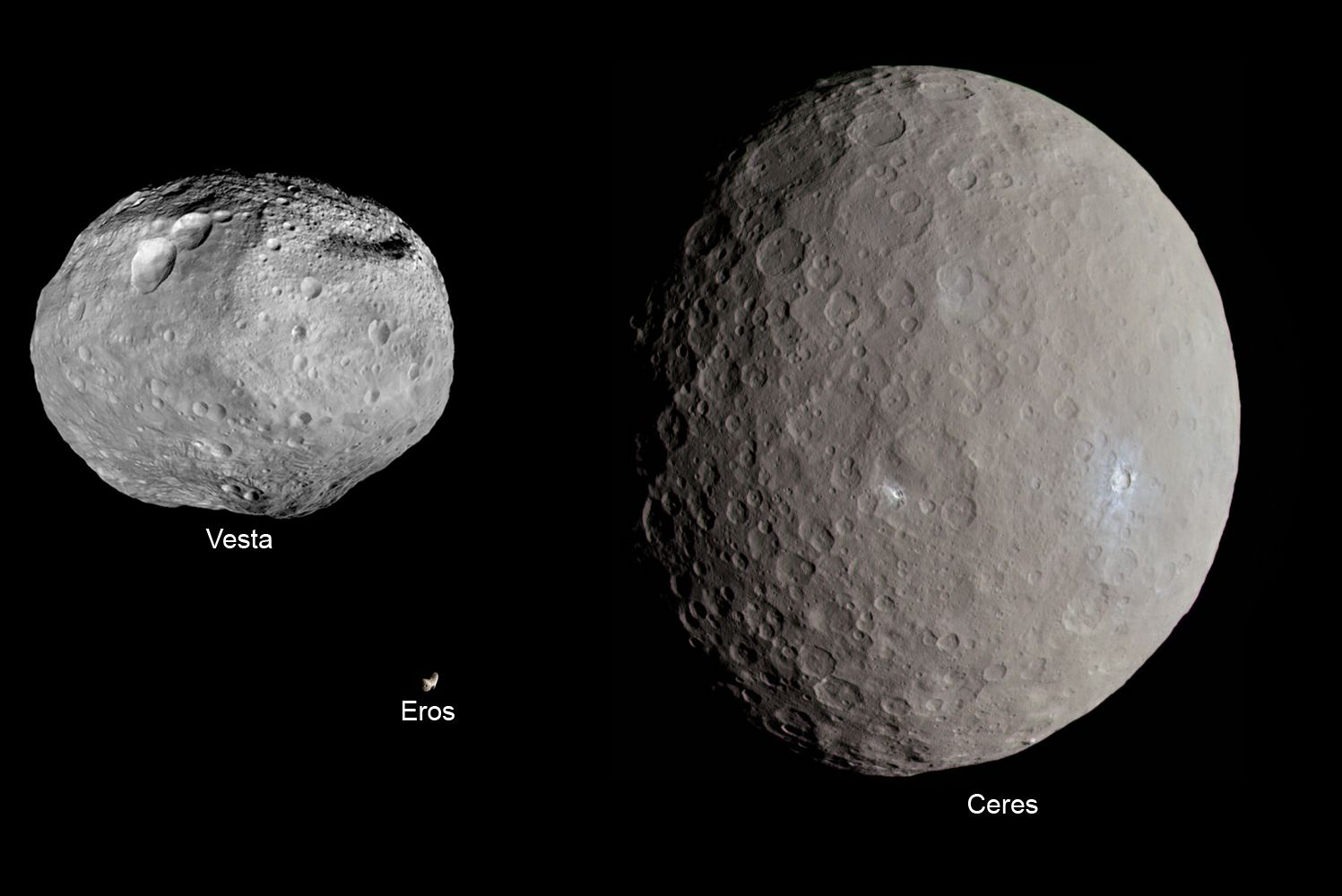
Comparația dimensiunilor lui Vesta,Ceres și Eros
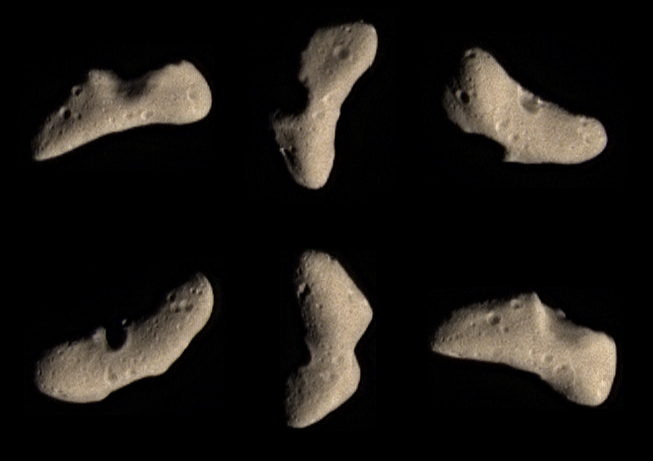
Șase vederi ale lui Eros în culoare naturală aproximativă de la NAR-Shoemaker în februarie 2000
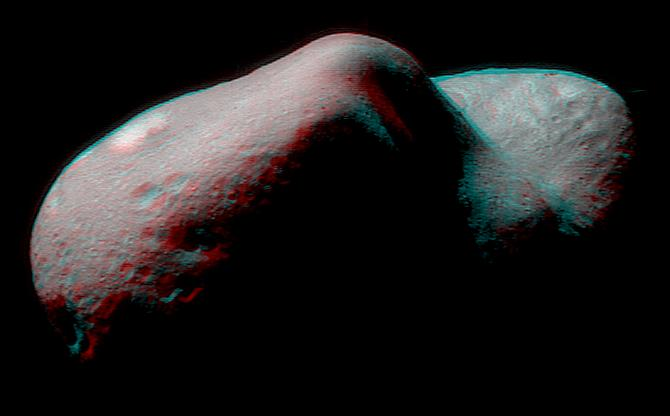
Imagine stereo a lui Eros